# Classe Echo I/II
Classe Echo è il nome in codice NATO di una classe di sottomarini nucleari sovietici entrati in servizio a partire dagli anni sessanta. Ne furono costruite due serie, chiamate in Unione Sovietica Progetto 659 (Echo I in Occidente) e Progetto 675 (Echo II). Gli ultimi esemplari sono stati radiati negli anni novanta.

## Storia

### Sviluppo
La classe Echo venne realizzata in due diverse serie.
Il primo battello della classe Echo I (Progetto 659) entrò in servizio nel 1960. Complessivamente, ne furono costruiti cinque esemplari, tutti presso il cantiere navale di Komsomol'sk-na-Amure. Questi imbarcavano la versione per attacco terrestre dei missili imbarcati SS-N-3 Shaddock. Nel corso degli anni settanta, tali sottomarini furono convertiti in normali sottomarini nucleari d'attacco.
Gli Echo II (Progetto 675) entrarono invece in servizio a partire dal 1962. Questi erano di qualche metro più grandi, e imbarcavano la versione antinave dello Shaddock: il loro ruolo era infatti quello di contrastare la minaccia rappresentata dagli attacchi atomici che potevano essere portati dagli aerei imbarcati sulle grandi portaerei statunitensi (come l'A-3 Skywarrior). Complessivamente, ne vennero costruiti 29 esemplari, di cui 11 a Severodvinsk e 18 a Komsomol'sk-na-Amure. Una decina venne poi aggiornata, mediante la sostituzione degli SS-N-3 con i più potenti SS-N-12 Sandbox.

### Impiego operativo
Gli Echo I e II prestarono servizio nella marina militare sovietica per quasi tre decenni. Gli Echo I furono impiegati nella Flotta del Pacifico, venendo tutti ritirati entro il 1990.
Gli Echo II, invece, rimasero in servizio più a lungo, e gli ultimi esemplari vennero radiati entro la metà degli anni novanta. Furono utilizzati anche nella Flotta del Nord (oltre che in quella del Pacifico).

### Incidenti
Complessivamente, sono noti 12 incidenti che hanno coinvolto gli esemplari della classe Echo.
- 20 giugno 1970: il K-108 (Echo II) si scontrò con il sottomarino americano USS Tautog, nel mare di Okhotsk, alla profondità di 45 metri. Il K-108 ebbe danneggiato lo scafo esterno presso i compartimenti VIII e IX, mentre il battello statunitense soffrì danni alla torre.
- 14 giugno 1973: il K-56 (Echo II) si scontrò con il peschereccio Akademik Berg, riportando una falla a prua. 27 marinai perirono quando i compartimenti I e II furono invasi dall'acqua.
- 20 agosto 1973: il K-1 (Echo II) colpì il banco di Hagua, nel mar dei Caraibi, ad una profondità di 120 metri, riportando danni a prua.
- 28 agosto 1976: il K-22 (Echo II) si scontrò con la fregata USS Voge nel mar Mediterraneo. Entrambe le navi rimasero seriamente danneggiate[2]
- 24 settembre 1976: il K-47 (Echo II) ebbe un incendio nel compartimento VIII, a causa di un corto circuito mentre si trovava nell'Atlantico settentrionale. Tre uomini dell'equipaggio morirono per avvelenamento da monossido di carbonio.
- 2 luglio 1979: il K-116 (Echo II) ebbe un incidente al reattore nella baia di Vladimir, nel mar del Giappone. Alcuni uomini dell'equipaggio rimasero colpiti dalle radiazioni, ma non ci furono morti.
- 21 agosto 1980: il K-122 (Echo I) ebbe un incendio a bordo, nel compartimento VII, mentre navigava ad est di Okinawa. Quattordici morti per avvelenamento da monossido di carbonio.
- 10 settembre 1981: il K-45 (Echo I) ebbe una collisione con il peschereccio Novokachalinsk, provocandone l'affondamento. Il sottomarino ebbe danni molto seri allo scafo esterno e al sonar.
- 18 giugno 1984: il K-131 (Echo II) ebbe un incendio a bordo mentre navigava nel mare di Barents, nel compartimento VIII. Questo fu provocato per la violazione delle procedure di sicurezza da parte di un elettricista, e provocò tredici morti.
- 10 agosto 1985: il reattore del K-431 (ex K-31) (Echo II) esplose durante le operazioni di ricarica presso la base navale della baia di Chazhma, vicina al porto di Vladivostok. L'incidente nucleare provocò dieci morti e trecento contaminati (alcuni di questi morirono successivamente)[3], [4]
- novembre 1986: il K-175 (Echo II), mentre era ormeggiato in una base della Flotta del Pacifico, rimase vittima di un'esplosione nel reattore. Questa causò fenomeni di inquinamento radioattivo nel territorio, senza però provocare vittime.
- 26 giugno 1989: il K-192 (ex-K-172) (Echo II) ebbe un incidente al reattore mentre navigava presso l'isola degli Orsi. L'equipaggio rimase contaminato ma non ci furono vittime.

## Descrizione tecnica

### Echo I
Gli Echo I (Progetto 659) erano battelli con un dislocamento di 4.500 tonnellate in emersione e 5.500 in immersione. La lunghezza raggiungeva i 110 metri, e la larghezza i 9. La propulsione era assicurata da due reattori nucleari ad acqua pressurizzata, che erogavano una potenza di 25.000 hp spingendo il sottomarino a 20 nodi in superficie e 25 in immersione. L'impianto propulsivo, comunque, era simile a quello delle classi November e degli Hotel.
L'armamento principale era costituito da sei missili SS-N-3 Shaddock, nella versione per attacco terrestre. Questi erano sistemati in altrettanti tubi di lancio, che erano disposti a coppie in una sezione posta all'interno dello scafo esterno e sopra quello pressurizzato. Per il lancio, i tubi venivano sollevati, con il sottomarino in superficie.
L'armamento era completato da otto tubi lanciasiluri, sei da 533 mm a prua e due da 406 mm a poppa.
Negli anni settanta, tuttavia, tutti i cinque esemplari vennero modificati come Progetto 659T, e convertiti in normali sottomarini nucleari da attacco. Tale conversione comportò alcune modifiche all'impiantistica di bordo e, soprattutto, la rimozione dei missili.

### Echo II
I battelli della classe Echo II (Progetto 675) furono costruiti in 29 unità. Si trattava di mezzi progettati e costruiti essenzialmente per svolgere un ruolo antinave, in particolare per il contrasto alle portaerei statunitensi.
Rispetto agli Echo I, erano di dimensioni maggiori. Infatti, la lunghezza raggiungeva i 115 metri, e il dislocamento era pari a 5.000 tonnellate in emersione e 6.000 in immersione. Anche l'impianto propulsivo era più potente, visto che i due reattori erano in grado di erogare una potenza di 30.000 hp. La velocità in immersione, tuttavia, risultò diminuita rispetto ai Progetto 659 (23 nodi contro 25).
Grandi differenze vi erano nell'armamento. Infatti, gli Echo II imbarcavano otto SS-N-3 nella versione antinave, che potevano essere equipaggiati con una testata sia nucleare, sia convenzionale. Il numero maggiore di missili imbarcati rese necessario l'aumento delle dimensioni. Anche in questo caso, il lancio doveva avvenire in emersione. Stime occidentali ritengono che il tempo necessario per lanciare tutti gli otto missili fosse pari a circa 20 minuti. Alcuni di questi, tuttavia, furono in seguito equipaggiati con missili antinave SS-N-12, di maggiore potenza.
Per quanto riguarda invece i siluri, la dotazione di tubi era la medesima degli Echo I.
La dotazione elettronica era costituita da un radar Snoop Tray per la ricerca di superficie, oltre che da due sonar (un Feniks e uno a bassa frequenza).
Le varianti costruite rispetto alla versione base furono numerose.
- Progetto 675: versione base.
- Progetto 675K: conversione effettuata a Severodvinsk, che ha riguardato due unità (K-47 e K-125). Vennero effettuate modifhce nella strumentazione di bordo.
- Progetto 675MU: conversione effettuata a Seversodvinsk sul solo K-28. Installazione di otto missili antinave SS-N-12 al posto degli SS-N-3, oltre che di un nuovo sonar.
- Progetto 675MK: conversione che ha riguardato nove unità (K-23, K-56, K-57, K-184, K-189, K-94, K-175 e K-104). Tali battelli vennero modificati con l'installazione di otto SS-N-12 (come la precedente 675MU) e di un nuovo sistema di comunicazioni.
- Progetto 675MKV: modifica effettuata su quattro unità (K-1, K-22, K-34 e K-35. Su una quinta, il K-10, non venne mai completata), che riguardava l'installazione di otto missili SS-N-12.
- Progetto 675N: modifica effettuata sul K-170 a Polyarny. Il sottomarino venne adattato per l'utilizzo da parte di sommozzatori della marina.
- Progetto 675M: rimasto sulla carta, avrebbe comportato l'installazione di un reattore a metallo liquido e dieci missili SS-N-3 (versione P-6, indice GRAU 4K88).

Un altro paio di battelli ricevettero modifiche minori, riguardanti la strumentazione di bordo.

## Esemplari costruiti

### Echo I
Gli Echo I vennero costruiti in cinque esemplari (tutti presso il cantiere navale di Komsomol'sk-na-Amure) che entrarono in servizio tra il 1961 e il 1963. Un sesto esemplare non fu mai ultimato. Prestarono tutti servizio nella Flotta del Pacifico.
| Voenno Morskoj Flot SSSR - Echo I (Progetto 659) | Voenno Morskoj Flot SSSR - Echo I (Progetto 659) | Voenno Morskoj Flot SSSR - Echo I (Progetto 659) | Voenno Morskoj Flot SSSR - Echo I (Progetto 659) | Voenno Morskoj Flot SSSR - Echo I (Progetto 659) | Voenno Morskoj Flot SSSR - Echo I (Progetto 659)                                    |
| Nome                                             | Impostazione                                     | Varo                                             | Entrata in servizio                              | Ritirato dal servizio                            | Note                                                                                |
| ------------------------------------------------ | ------------------------------------------------ | ------------------------------------------------ | ------------------------------------------------ | ------------------------------------------------ | ----------------------------------------------------------------------------------- |
| K-45                                             | 22 dicembre 1958                                 | 12 maggio 1960                                   | 28 giugno 1961                                   | 30 maggio 1989                                   | Conversione Progetto 659T (31 dicembre 1966 - 12 settembre 1968)                    |
| K-59                                             | 30 settembre 1959                                | 25 settembre 1960                                | 16 dicembre 1961                                 | 14 marzo 1989                                    | Conversione Progetto 659T (febbraio 1967 - dicembre 1970); K-259 dal 25 luglio 1977 |
| K-66                                             | 26 marzo 1960                                    | 30 luglio 1961                                   | 30 giugno 1962                                   | 12 dicembre 1986                                 | Conversione Progetto 659T (agosto 1970 - 10 ottobre 1973)                           |
| K-122                                            | 21 gennaio 1961                                  | 17 settembre 1961                                | 30 settembre 1962                                | 28 ottobre 1985                                  | Conversione Progetto 659T (30 marzo 1964 - 30 ottobre 1968)                         |
| K-151                                            | 21 aprile 1962                                   | 30 settembre 1962                                | 28 luglio 1963                                   | 30 maggio 1989                                   | Conversione Progetto 659T (16 luglio 1973-21 dicembre 1976)                         |
| K-30                                             | 1960                                             |                                                  |                                                  |                                                  | Mai ultimato                                                                        |

### Echo II
Gli Echo II furono costruiti in 29 esemplari. Di questi, 16 a Severodvinsk e i restanti 13 a Komsonol'sk-na-Amure.
Esemplari costruiti a Severodvinsk
| Voenno Morskoj Flot SSSR/ Voenno Morskoj Flot Rossijskoj Federacii - Echo II (Progetto 675) | Voenno Morskoj Flot SSSR/ Voenno Morskoj Flot Rossijskoj Federacii - Echo II (Progetto 675) | Voenno Morskoj Flot SSSR/ Voenno Morskoj Flot Rossijskoj Federacii - Echo II (Progetto 675) | Voenno Morskoj Flot SSSR/ Voenno Morskoj Flot Rossijskoj Federacii - Echo II (Progetto 675) | Voenno Morskoj Flot SSSR/ Voenno Morskoj Flot Rossijskoj Federacii - Echo II (Progetto 675) | Voenno Morskoj Flot SSSR/ Voenno Morskoj Flot Rossijskoj Federacii - Echo II (Progetto 675)                                                              |
| Nome                                                                                        | Impostazione                                                                                | Varo                                                                                        | Entrata in servizio                                                                         | Ritirato dal servizio                                                                       | Note |
| ------------------------------------------------------------------------------------------- | ------------------------------------------------------------------------------------------- | ------------------------------------------------------------------------------------------- | ------------------------------------------------------------------------------------------- | ------------------------------------------------------------------------------------------- | --- |
| K-166                                                                                       | 30 maggio 1961                                                                              | 6 settembre 1962                                                                            | 31 ottobre 1963                                                                             | 30 maggio 1989                                                                              | Flotta del Nord; K-71 dal 15 gennaio 1978 |
| K-104                                                                                       | 11 gennaio 1962                                                                             | 16 giugno 1963                                                                              | 15 dicembre 1963                                                                            | 19 aprile 1990                                                                              | Flotta del Nord; conversione Progetto 675MK (10 novembre 1977 - 9 marzo 1982)                                                                            |
| K-170                                                                                       | 16 maggio 1962                                                                              | 4 agosto 1963                                                                               | 26 dicembre 1963                                                                            | 24 giugno 1991                                                                              | Flotta del Nord; conversione Progetto 675N (8 aprile 1967 - 21 novembre 1970); KS-86 dall'8 aprile 1985                                                  |
| K-172                                                                                       | 8 agosto 1962                                                                               | 25 dicembre 1963                                                                            | 30 luglio 1964                                                                              | 19 aprile 1990                                                                              | Flotta del Nord; K-192 dal 15 gennaio 1978 |
| K-47                                                                                        | 7 agosto 1962                                                                               | 10 febbraio 1964                                                                            | 31 agosto 1964                                                                              | 5 luglio 1994                                                                               | Flotta del Nord; conversione Progetto 675K (1972 - 1974); B-47 dal 25 gennaio 1994                                                                       |
| K-1                                                                                         | 11 gennaio 1963                                                                             | 30 aprile 1964                                                                              | 30 settembre 1964                                                                           | 30 luglio 1992                                                                              | Flotta del Nord; conversione Progetto 675MKV (15 dicembre 1981 - 9 marzo 1985); B-1 dal 3 giugno 1992                                                    |
| K-28                                                                                        | 26 aprile 1963                                                                              | 30 giugno 1964                                                                              | 16 dicembre 1964                                                                            | 19 aprile 1990                                                                              | Flotta del Nord; conversione Progetto 675MU (21 ottobre 1968 - 6 gennaio 1975); K-428 dal 25 luglio 1977                                                 |
| K-74                                                                                        | 23 luglio 1963                                                                              | 30 settembre 1964                                                                           | 30 luglio 1965                                                                              | 19 aprile 1990                                                                              | Flotta del Nord |
| K-22 Krasnogvardeec                                                                         | 14 ottobre 1963                                                                             | 29 novembre 1964                                                                            | 7 agosto 1965                                                                               | 15 luglio 1994                                                                              | Flotta del Nord; ex K-22. K-22 Krasnogvardeec dal 23 ottobre 1967; conversione Progetto 675MKV (8 aprile 1977 - 5 dicembre 1990); B-22 dal 7 luglio 1994 |
| K-35                                                                                        | 6 gennaio 1964                                                                              | 27 gennaio 1965                                                                             | 30 giugno 1965                                                                              | 20 giugno 1993                                                                              | Flotta del Nord; conversione Progetto 675MKV (1º agosto 1986 - 28 settembre 1990); B-35 dal 3 giugno 1992                                                |
| K-90                                                                                        | 29 febbraio 1964                                                                            | 17 aprile 1965                                                                              | 25 settembre 1965                                                                           | 14 marzo 1989                                                                               | Flotta del Nord; K-111 dal 25 luglio 1977 |
| K-116                                                                                       | 8 giugno 1964                                                                               | 16 giugno 1965                                                                              | 29 ottobre 1965                                                                             | 10 settembre 1985                                                                           | Flotta del Nord fino al 7 aprile 1966. Poi Flotta del Pacifico                                                                                           |
| K-125                                                                                       | 1º settembre 1964                                                                           | 11 settembre 1965                                                                           | 18 dicembre 1965                                                                            | 24 giugno 1991                                                                              | Flotta del Nord; conversione Progetto 675K (5 febbraio 1971 - 20 settembre 1974)                                                                         |
| K-128                                                                                       | 29 ottobre 1964                                                                             | 30 dicembre 1965                                                                            | 25 agosto 1966                                                                              | 19 aprile 1990                                                                              | Flotta del Nord; K-62 dal 25 luglio 1977; conversione Progetto 675MK (21 dicembre 1978 - 9 marzo 1982)                                                   |
| K-131                                                                                       | 31 dicembre 1964                                                                            | 6 giugno 1966                                                                               | 30 settembre 1966                                                                           | 5 luglio 1994                                                                               | Flotta del Nord; B-131 dal 3 giugno 1992 |
| K-135                                                                                       | 27 febbraio 1965                                                                            | 27 luglio 1966                                                                              | 25 novembre 1966                                                                            | 14 marzo 1989                                                                               | Flotta del Nord; K-235 dal 25 luglio 1977 |

Esemplari costruiti a Komsonol'sk-na-Amure.
| Voenno Morskoj Flot SSSR/ Voenno Morskoj Flot Rossijskoj Federacii - Echo II (Progetto 675) | Voenno Morskoj Flot SSSR/ Voenno Morskoj Flot Rossijskoj Federacii - Echo II (Progetto 675) | Voenno Morskoj Flot SSSR/ Voenno Morskoj Flot Rossijskoj Federacii - Echo II (Progetto 675) | Voenno Morskoj Flot SSSR/ Voenno Morskoj Flot Rossijskoj Federacii - Echo II (Progetto 675) | Voenno Morskoj Flot SSSR/ Voenno Morskoj Flot Rossijskoj Federacii - Echo II (Progetto 675) | Voenno Morskoj Flot SSSR/ Voenno Morskoj Flot Rossijskoj Federacii - Echo II (Progetto 675)                                                 |
| Nome                                                                                        | Impostazione                                                                                | Varo                                                                                        | Entrata in servizio                                                                         | Ritirato dal servizio                                                                       | Note |
| ------------------------------------------------------------------------------------------- | ------------------------------------------------------------------------------------------- | ------------------------------------------------------------------------------------------- | ------------------------------------------------------------------------------------------- | ------------------------------------------------------------------------------------------- | --- |
| K-175                                                                                       | 17 marzo 1962                                                                               | 30 settembre 1962                                                                           | 30 dicembre 1963                                                                            | 19 aprile 1990                                                                              | Flotta del Pacifico; conversione Progetto 675MK (25 febbraio 1974 - 2 marzo 1978)                                                           |
| K-184                                                                                       | 2 febbraio 1963                                                                             | 25 agosto 1963                                                                              | 31 marzo 1964                                                                               | 19 aprile 1990                                                                              | Flotta del Pacifico; conversione Progetto 675MK (22 ottobre 1975 - 21 giugno 1978)                                                          |
| K-189                                                                                       | 6 aprile 1963                                                                               | 9 maggio 1964                                                                               | 24 luglio 1965                                                                              | 24 giugno 1991                                                                              | Flotta del Pacifico; conversione Progetto 675MK (dicembre 1976 - 16 luglio 1982); K-144 dal 15 gennaio 1978                                 |
| K-57                                                                                        | 19 ottobre 1963                                                                             | 26 settembre 1964                                                                           | 31 ottobre 1965                                                                             | 3 luglio 1992                                                                               | Flotta del Pacifico; conversione Progetto 675MK (27 giugno 1977 - 26 gennaio 1978); K-557 dal 25 luglio 1977; B-557 dal 28 aprile 1992      |
| K-31                                                                                        | 11 gennaio 1964                                                                             | 8 settembre 1964                                                                            | 30 settembre 1965                                                                           | 16 settembre 1987                                                                           | Flotta del Pacifico; K-431 dal 25 luglio 1977                                                                                               |
| K-48                                                                                        | 11 aprile 1964                                                                              | 16 giugno 1965                                                                              | 31 dicembre 1965                                                                            | 19 aprile 1990                                                                              | Flotta del Pacifico |
| K-56                                                                                        | 30 maggio 1964                                                                              | 10 agosto 1965                                                                              | 26 agosto 1966                                                                              | 3 luglio 1992                                                                               | Flotta del Pacifico; conversione Progetto 675MK (9 agosto 1979 - 12 novembre 1986); B-56 dal 28 aprile 1992                                 |
| K-10                                                                                        | 24 ottobre 1964                                                                             | 29 settembre 1965                                                                           | 15 ottobre 1966                                                                             | 30 maggio 1989                                                                              | Flotta del Pacifico; conversione Progetto 675MKV non completata (inizio lavori: 19 agosto 1985)                                             |
| K-94                                                                                        | 20 marzo 1965                                                                               | 20 maggio 1966                                                                              | 27 dicembre 1966                                                                            | 3 luglio 1992                                                                               | Flotta del Pacifico; conversione Progetto 675MK (28 ottobre 1972 - 21 dicembre 1977); K-204 dal 25 luglio 1977; B-204 dal 28 aprile 1992    |
| K-108                                                                                       | 24 luglio 1965                                                                              | 26 agosto 1966                                                                              | 31 marzo 1967                                                                               | 19 aprile 1990                                                                              | Flotta del Pacifico |
| K-7                                                                                         | 6 novembre 1965                                                                             | 25 settembre 1966                                                                           | 30 settembre 1967                                                                           | 19 aprile 1990                                                                              | Flotta del Pacifico; K-127 dal 25 luglio 1977                                                                                               |
| K-23                                                                                        | 23 febbraio 1966                                                                            | 18 giugno 1967                                                                              | 30 dicembre 1967                                                                            | 24 giugno 1991                                                                              | Flotta del Pacifico; conversione Progetto 675MK (2 marzo 1979 - 20 dicembre 1984)                                                           |
| K-34                                                                                        | 18 giugno 1966                                                                              | 23 settembre 1967                                                                           | 30 dicembre 1968                                                                            | 5 luglio 1994                                                                               | Flotta del Pacifico; K-134 dal 25 luglio 1977; conversione Progetto 675MKV (24 novembre 1982 - 25 settembre 1989); B-134 dal 28 aprile 1992 |